# Championnat de Belgique et des Pays-Bas de basket-ball 2021-2022
 (décembre 2023).
Navigation
2022-2023
La saison 2021-2022 de la BNXT League est la première édition du Championnat de Belgique et des Pays-Bas de basket-ball. Elle oppose les vingt-deux meilleures équipes de Belgique et des Pays-Bas au cours d'une saison régulière, puis des playoffs qui désignent l'ultime champion.

## Clubs participants

### Villes et salles
| Club                | Ville       | Salle                                   | Capacité |          |          |
| Pays-Bas            | Pays-Bas    | Pays-Bas                                | Pays-Bas | Pays-Bas | Pays-Bas |
| ------------------- | ----------- | --------------------------------------- | -------- | -------- | -------- |
| Apollo Amsterdam    | Amsterdam   | Apollohal                               | 1 500    |          |          |
| Aris Leeuwarden     | Leeuwarden  | Kalverdijkje                            | 1 700    |          |          |
| BAL                 | Weert       | Sporthal Boshoven                       | 1 000    |          |          |
| Den Helder Suns     | Le Helder   | Sporthal Sportlaan                      | 1 000    |          |          |
| Donar               | Groningue   | MartiniPlaza                            | 4 350    |          |          |
| Feyenoord           | Rotterdam   | Topsportcentrum Rotterdam               | 2 500    |          |          |
| Heroes Den Bosch    | Bois-le-Duc | Maaspoort                               | 2 800    |          |          |
| Landstede Hammers   | Zwolle      | Landstede Sportcentrum                  | 1 200    |          |          |
| The Hague Royals    | La Haye     | Sportcampus Zuiderpark                  | 3 500    |          |          |
| Yoast United        | Bemmel      | De Schaapskooi                          | 650      |          |          |
| ZZ Leiden           | Leyde       | Vijf Meihal                             | 2 000    |          |          |
| Belgique            |             |                                         |          |          |          |
| Antwerp Giants      | Anvers      | Lotto Arena                             | 5 218    |          |          |
| Kangoeroes Mechelen | Malines     | Sporthal Winketkaai                     | 1 500    |          |          |
| Leuven Bears        | Louvain     | SportOase                               | 3 400    |          |          |
| Liège Basket        | Liège       | Country Hall                            | 5 000    |          |          |
| Limburg United      | Hasselt     | Sporthal Alverberg                      | 1 730    |          |          |
| Mons-Hainaut        | Mons        | Mons Arena                              | 4 000    |          |          |
| Okapi Aalst         | Alost       | Okapi Forum                             | 2 800    |          |          |
| BC Ostende          | Ostende     | Versluys Dôme                           | 5 000    |          |          |
| Phoenix Brussels    | Bruxelles   | Complexe sportif de Neder-Over-Heembeek | 1 200    |          |          |
| Spirou Charleroi    | Charleroi   | Dôme                                    | 6 200    |          |          |

### Changements d'entraîneur
| Club                | Entraîneur(s) partant(s) | Motif du départ  | Date de départ  | Position   | Entraîneur(s) arrivant(s) | Date d'arrivée  | Ref |
| ------------------- | ------------------------ | ---------------- | --------------- | ---------- | ------------------------- | --------------- | --- |
| Kangoeroes Mechelen | Paul Vervaeck            | Fin du contrat   | 27 février 2021 | Pré-saison | Kristof Michiels          | 13 avril 2021   |     |
| Donar               | Pete Miller              | Fin de l'intérim | 25 mai 2021     | Pré-saison | Matthew Otten             | 25 mai 2021     |     |
| Yoast United        | Matthew Otten            | Signe au Donar   | 25 mai 2021     | Pré-saison | Paul Vervaeck             | 13 juin 2021    |     |
| Heroes Den Bosch    | Jean-Marc Jaumin         | Fin du contrat   | 3 juin 2021     | Pré-saison | Erik Braal                | 15 juin 2021    |     |
| Aris Leeuwarden     | Ferried Naciri           | Fin du contrat   | 3 juin 2021     | Pré-saison | Vincent van Sliedregt     | 8 juin 2021     |     |
| Apollo Amsterdam    | Edwin van der Hart       | Fin du contrat   | 4 juin 2021     | Pré-saison | Wierd Goedee              | 25 juin 2021    |     |
| Phoenix Brussels    | Ian Hanavan              | Licenciement     | 18 octobre 2021 | 10e        | Jean-Marc Jaumin          | 19 octobre 2021 | ,   |

### Participants
| Club                | Entraîneur            | Capitaine           | Équipementier | Sponsor principal |
| ------------------- | --------------------- | ------------------- | ------------- | ----------------- |
| Antwerp Giants      | Christophe Beghin     |                     | Spalding      | Telenet           |
| Apollo Amsterdam    | Wierd Goedee          |                     | Nike          |                   |
| Aris Leeuwarden     | Vincent van Sliedregt |                     |               |                   |
| BAL                 | Radenko Varagić       | Roel van Overbeek   | Spalding      |                   |
| Den Helder Suns     | Peter van Noord       |                     |               |                   |
| Donar               | Matthew Otten         | Thomas Koenis       | Macron        | Amysoft           |
| Feyenoord           | Toon van Helfteren    | Jeroen van der List | Adidas        | Zeeuw & Zeeuw     |
| Heroes Den Bosch    | Erik Braal            |                     | Macron        | Data City         |
| Kangoeroes Mechelen | Kristof Michiels      |                     | Spalding      |                   |
| Landstede Hammers   | Herman van den Belt   | Nigel van Oostrum   | Acerbis       | Landstede         |
| Leuven Bears        | Eddy Casteels         |                     | Spalding      | Stella Artois     |
| Liège Basket        | Lionel Bosco          |                     |               |                   |
| Limburg United      | Sacha Massot          |                     | K1x           |                   |
| Mons-Hainaut        | Vedran Bosnić         |                     | Olympic       | Belfius           |
| Okapi Aalst         | Yves Defraigne        |                     |               |                   |
| BC Ostende          | Dario Gjergja         | Dušan Đorđević      | Spalding      | Filou             |
| Phoenix Brussels    | Ian Hanavan           |                     | Macron        |                   |
| Spirou Charleroi    | Sam Rotsaert          |                     | Spalding      |                   |
| The Hague Royals    | Bert Samson           |                     | Burned        |                   |
| Yoast United        | Paul Vervaeck         |                     | Jako          | Yoast SEO         |
| ZZ Leiden           | Geert Hammink         | Marijn Ververs      | Peak          | Zorg en Zekerheid |

## Saison régulière

### Classements

#### Général
| Rang | Équipe            | Pts | J | G | N | P | Bp | Bc | Diff | Qualification            |
| ---- | ----------------- | --- | - | - | - | - | -- | -- | ---- | ------------------------ |
| 1    | Apollo Amsterdam  | 0   | 0 | 0 | 0 | 0 | 0  | 0  | 0    | Qualifié en Elite Gold   |
| 2    | Aris Leeuwarden   | 0   | 0 | 0 | 0 | 0 | 0  | 0  | 0    | Qualifié en Elite Gold   |
| 3    | BAL               | 0   | 0 | 0 | 0 | 0 | 0  | 0  | 0    | Qualifié en Elite Gold   |
| 4    | Den Helder Suns   | 0   | 0 | 0 | 0 | 0 | 0  | 0  | 0    | Qualifié en Elite Gold   |
| 5    | Donar             | 0   | 0 | 0 | 0 | 0 | 0  | 0  | 0    | Qualifié en Elite Gold   |
| 6    | Feyenoord         | 0   | 0 | 0 | 0 | 0 | 0  | 0  | 0    | Qualifié en Elite Silver |
| 7    | Heroes Den Bosch  | 0   | 0 | 0 | 0 | 0 | 0  | 0  | 0    | Qualifié en Elite Silver |
| 8    | Landstede Hammers | 0   | 0 | 0 | 0 | 0 | 0  | 0  | 0    | Qualifié en Elite Silver |
| 9    | The Hague Royals  | 0   | 0 | 0 | 0 | 0 | 0  | 0  | 0    | Qualifié en Elite Silver |
| 10   | Yoast United      | 0   | 0 | 0 | 0 | 0 | 0  | 0  | 0    | Qualifié en Elite Silver |
| 11   | ZZ Leiden         | 0   | 0 | 0 | 0 | 0 | 0  | 0  | 0    | Qualifié en Elite Silver |

| Rang | Équipe              | Pts | J | G | N | P | Bp | Bc | Diff | Qualification            |
| ---- | ------------------- | --- | - | - | - | - | -- | -- | ---- | ------------------------ |
| 1    | Antwerp Giants      | 0   | 0 | 0 | 0 | 0 | 0  | 0  | 0    | Qualifié en Elite Gold   |
| 2    | Kangoeroes Mechelen | 0   | 0 | 0 | 0 | 0 | 0  | 0  | 0    | Qualifié en Elite Gold   |
| 3    | Leuven Bears        | 0   | 0 | 0 | 0 | 0 | 0  | 0  | 0    | Qualifié en Elite Gold   |
| 4    | Liège Basket        | 0   | 0 | 0 | 0 | 0 | 0  | 0  | 0    | Qualifié en Elite Gold   |
| 5    | Limburg United      | 0   | 0 | 0 | 0 | 0 | 0  | 0  | 0    | Qualifié en Elite Gold   |
| 6    | Mons-Hainaut        | 0   | 0 | 0 | 0 | 0 | 0  | 0  | 0    | Qualifié en Elite Silver |
| 7    | Okapi Aalst         | 0   | 0 | 0 | 0 | 0 | 0  | 0  | 0    | Qualifié en Elite Silver |
| 8    | BC Ostende          | 0   | 0 | 0 | 0 | 0 | 0  | 0  | 0    | Qualifié en Elite Silver |
| 9    | Phoenix Brussels    | 0   | 0 | 0 | 0 | 0 | 0  | 0  | 0    | Qualifié en Elite Silver |
| 10   | Spirou Charleroi    | 0   | 0 | 0 | 0 | 0 | 0  | 0  | 0    | Qualifié en Elite Silver |